# Адміністративний устрій Сновського району
Адміністративний устрій Сновського району — адміністративно-територіальний поділ Сновського району Чернігівської області на 1 об'єднану територіальну громаду, яка об'єднує 57 населених пунктів.
До вересня 2016 р. район поділявся на 1 міську та 24 сільські ради, які об'єднували 57 населених пунктів і були підпорядковані Сновській районній раді. Адміністративний центр — місто Сновськ.

## Список радСновського районудо вересня 2016 р.
| №  | Назва                          | Центр               | Населені пункти                                                                             | Площа км² | Місце за площею | Населення (2001), чол. | Місце за населенням | Розташування |
| -- | ------------------------------ | ------------------- | ------------------------------------------------------------------------------------------- | --------- | --------------- | ---------------------- | ------------------- | ------------ |
| 1  | Сновська міська рада           | м. Сновськ          | м. Сновськ                                                                                  | 17,962    | 25              | 12196                  | 1                   |              |
| 2  | Великощимельська сільська рада | с. Великий Щимель   | с. Великий Щимель                                                                           | 23,409    | 24              | 907                    | 9                   |              |
| 3  | Гірська сільська рада          | с. Гірськ           | с. Гірськ с. Липівка с. Хрінівка                                                            | 62,691    | 5               | 759                    | 15                  |              |
| 4  | Гуто-Студенецька сільська рада | c. Гута-Студенецька | c. Гута-Студенецька с. Сальне                                                               | 47,722    | 15              | 276                    | 25                  |              |
| 5  | Єлінська сільська рада         | c. Єліне            | c. Єліне с. Безуглівка с. Містки с. Млинок                                                  | 101,451   | 1               | 522                    | 18                  |              |
| 6  | Жовідська сільська рада        | c. Жовідь           | c. Жовідь с. Піщанка                                                                        | 52,968    | 12              | 473                    | 20                  |              |
| 7  | Займищенська сільська рада     | c. Займище          | c. Займище                                                                                  | 27,624    | 20              | 502                    | 19                  |              |
| 8  | Зарічанська сільська рада      | c. Заріччя          | c. Заріччя с. Боршна с. Мільки                                                              | 24,482    | 23              | 317                    | 22                  |              |
| 9  | Клюсівська сільська рада       | c. Клюси            | c. Клюси с. Пльохів                                                                         | 27,417    | 21              | 291                    | 24                  |              |
| 10 | Кучинівська сільська рада      | c. Кучинівка        | c. Кучинівка                                                                                | 95,559    | 2               | 1626                   | 2                   |              |
| 11 | Низківська сільська рада       | c. Низківка         | c. Низківка с. Куропіївка с. Лютівка с. Привільне с. Радвине с. Руда с. Філонівка с. Щокоть | 57,455    | 8               | 775                    | 14                  |              |
| 12 | Новоборовицька сільська рада   | c. Нові Боровичі    | c. Нові Боровичі с. Загребельна Слобода                                                     | 61,687    | 6               | 1036                   | 5                   |              |
| 13 | Новомлинівська сільська рада   | c. Нові Млини       | c. Нові Млини с. Лосєва Слобода                                                             | 34,091    | 19              | 525                    | 17                  |              |
| 14 | Петрівська сільська рада       | c. Петрівка         | c. Петрівка с. Журавок                                                                      | 48,205    | 14              | 1290                   | 4                   |              |
| 15 | Рогізківська сільська рада     | c. Рогізки          | c. Рогізки                                                                                  | 56,795    | 10              | 999                    | 6                   |              |
| 16 | Смяцька сільська рада          | c. Смяч             | c. Смяч                                                                                     | 42,666    | 17              | 868                    | 12                  |              |
| 17 | Сновська сільська рада         | c. Сновське         | c. Сновське с. Єнькова Рудня с. Михайлівка                                                  | 56,855    | 9               | 986                    | 7                   |              |
| 18 | Софіївська сільська рада       | c. Софіївка         | c. Софіївка с. Глибокий Ріг с. Іванівка                                                     | 51,623    | 13              | 351                    | 21                  |              |
| 19 | Староборовицька сільська рада  | c. Старі Боровичі   | c. Старі Боровичі с. Гвоздиківка                                                            | 61,516    | 7               | 967                    | 8                   |              |
| 20 | Староруднянська сільська рада  | c. Стара Рудня      | c. Стара Рудня                                                                              | 47,202    | 16              | 894                    | 10                  |              |
| 21 | Суничненська сільська рада     | c. Суничне          | c. Суничне с. Попільня с. Шкробове                                                          | 26,005    | 22              | 576                    | 16                  |              |
| 22 | Тихоновицька сільська рада     | c. Тихоновичі       | c. Тихоновичі с. Слава                                                                      | 69,957    | 4               | 872                    | 11                  |              |
| 23 | Тур'янська сільська рада       | c. Тур'я            | c. Тур'я с. Ількуча с-ще Лука с. Мишине с. Селище                                           | 92,721    | 3               | 1299                   | 3                   |              |
| 24 | Хотуницька сільська рада       | c. Хотуничі         | c. Хотуничі с. Камка с. Крестопівщина                                                       | 54,777    | 11              | 825                    | 13                  |              |
| 25 | Чепелівська сільська рада      | c. Чепелів          | c. Чепелів                                                                                  | 40,09     | 18              | 306                    | 23                  |              |

* Примітки: м. — місто, с-ще — селище, смт — селище міського типу, с. — село